# Lucius Aelius Lamia (juge)
Lucius Aelius Lamia (fl. 90 av. J.-C.) était un homme politique de l'Empire romain.

## Vie
Il fut juge en 90 av. J.-C. et ami de Cicéron.
Il fut le père de Lucius Aelius Lamia.